# 卓芙
卓芙（法文：Trêve，英文：Treve，2010年4月7日－）是法國競賽馬匹、繁殖雌馬。生涯戰績為13戰9冠1亞1季，出道頭5戰都奪冠，包括第3至5戰都是一級賽事——2013年法國橡樹大賽（Prix de Diane）、紅寶錦標（Prix Vermeille）和凱旋門大賽，並在同年獲得卡地亞年度馬王（歐洲馬王，European Horse of the Year）殊榮。翌年2014年，再於凱旋門大賽奪冠；為繼1977、78年聲稱（Alleged）以來，暌違36年再有賽駒在該賽事連霸。父系為發動力（Motivator），母系為特雷維索（Trevise）。

## 外部連結
- Racing Post （页面存档备份，存于）
- 「卓芙」力求三度稱霸凱旋門大賽 （页面存档备份，存于） - 香港賽馬會
- 凱旋門最強女傑卓芙 （页面存档备份，存于） - flameracing